# Tàu ngầm mang tên lửa đạn đạo

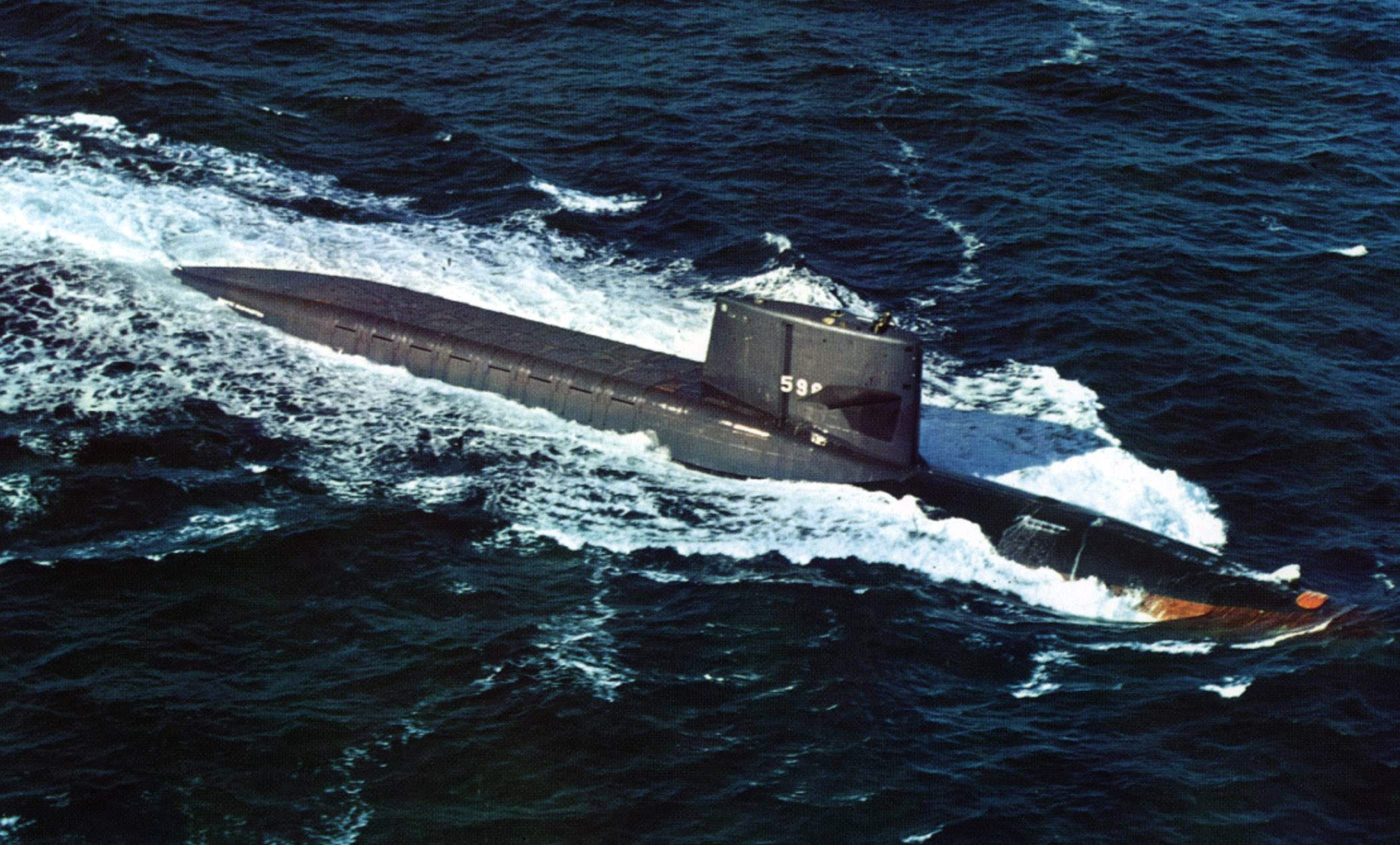
– chiếc dẫn đầu của lớp tàu ngầm SSBN đầu tiên của Hải quân Hoa Kỳ. George Washington cũng là tàu ngầm chạy bằng năng lượng hạt nhân đầu tiên có khả năng răn đe hạt nhân được triển khai bởi bất kỳ lực lượng hải quân nào trên thế giới

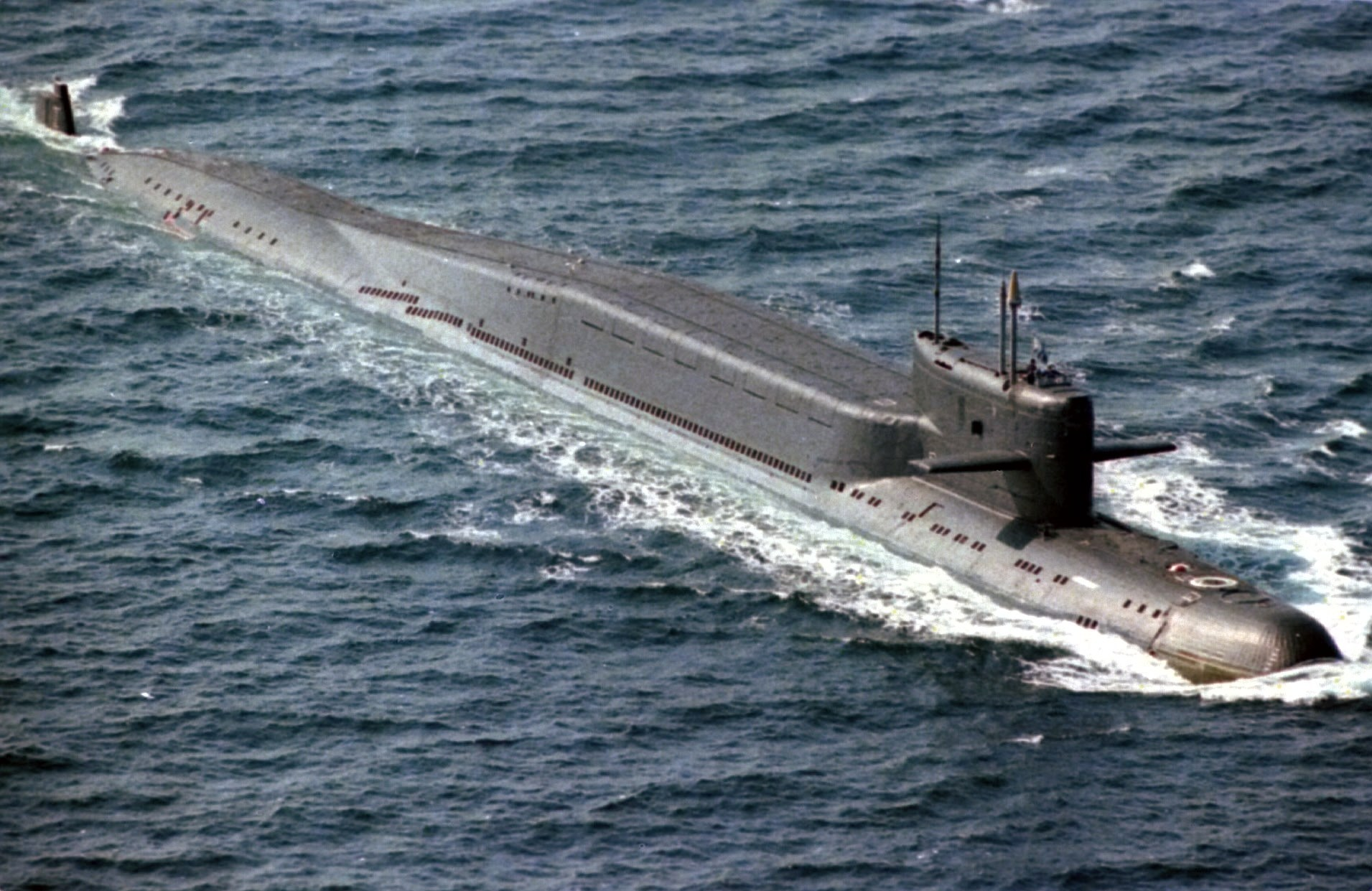
Tàu ngầm mang tên lửa đạn đạo chạy bằng năng lượng hạt nhân Đề án 667BD (lớp Delta II) của Liên Xô

Tàu ngầm mang tên lửa đạn đạo là một loại tàu ngầm có khả năng triển khai tên lửa đạn đạo phóng từ tàu ngầm (SLBM) cùng với đầu đạn hạt nhân. Theo định danh của hải quân Mỹ, tàu ngầm mang đầu đạn hạt nhân được ký hiệu là SSB và SSBN – SS nghĩa là submarine (hay submersible ship), B là viết tắt của ballistic missile, và N biểu thị nuclear powered. Những chiếc tàu ngầm này là hệ thống vũ khí quan trọng trong Chiến tranh Lạnh bởi vì chúng có khả năng răn đe hạt nhân. Chúng có khả năng bắn các tên lửa đạn đạo từ khoảng cách hàng ngàm km tới mục tiêu, và nhờ khả năng di chuyển yên tĩnh trong lỏng biển mà cũng rất khó để phát hiện ra chúng, khiến cho tàu ngầm SSB/SSBN là một hệ thống phóng vũ khí hạt nhân có khả năng sống sót cao khi phải chịu một cuộc tấn công hạt nhân. Tổng hợp lại, các tàu ngầm trang bị tên lửa đạn đạo là một thành phần quan trọng trong chính sách răn đe hạt nhân của các quốc gia.
Hạm đội SSB/SSBN lớn nhất là của Hoa Kỳ và Nga (sau sự sụp đổ của Liên Xô). Một số tàu SSB/SSBN được triển khai trong hải quân Pháp, Vương quốc Anh, Trung Quốc và Ấn Độ.

## Các lớp tàu ngầm SSBN đã loại biên

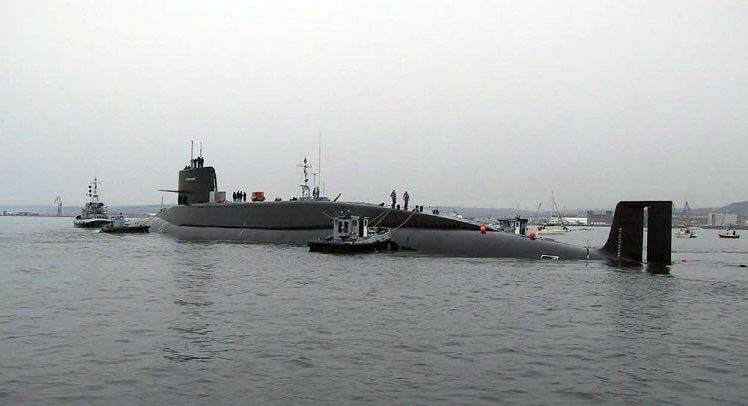
Tàu ngầm S 611 Le Redoutable của Pháp

## Lịch sử
Ban đầu Hoa Kỳ và Liên Xô trang bị cho một vài tàu ngầm và tàu nổi tên lửa hành trình mang đầu đạn hạt nhân vào thập niên 50. Các tàu của Mỹ triển khai các tên lửa hành trình Regulus I còn Liên Xô triển khai tên lửa P-5 Pyatyorka (SS-N-3 Shaddock), cả hai loại tên lửa này đều có khả năng phóng từ tầu ngầm đang trong trạng thái nổi. Mặc dù các tên lửa này tiếp tục được trang bị cho đến năm 1964. Liên Xô còn trang bị tên lửa hành trình P-5 Pyatyorka lên tàu ngầm chạy bằng năng lượng hạt nhân Project 659 (lớp Echo I). Tuy nhiên, vai trò của tên lửa hành trình hạt nhân phóng từ tàu ngầm đã bị lu mờ bởi các tên lửa đạn đạo phóng từ tàu ngầm được trang bị trên các tàu ngầm hạt nhân (SSBN) kể từ năm 1960.

### Tàu ngầm mang tên lửa Trident và Typhoon

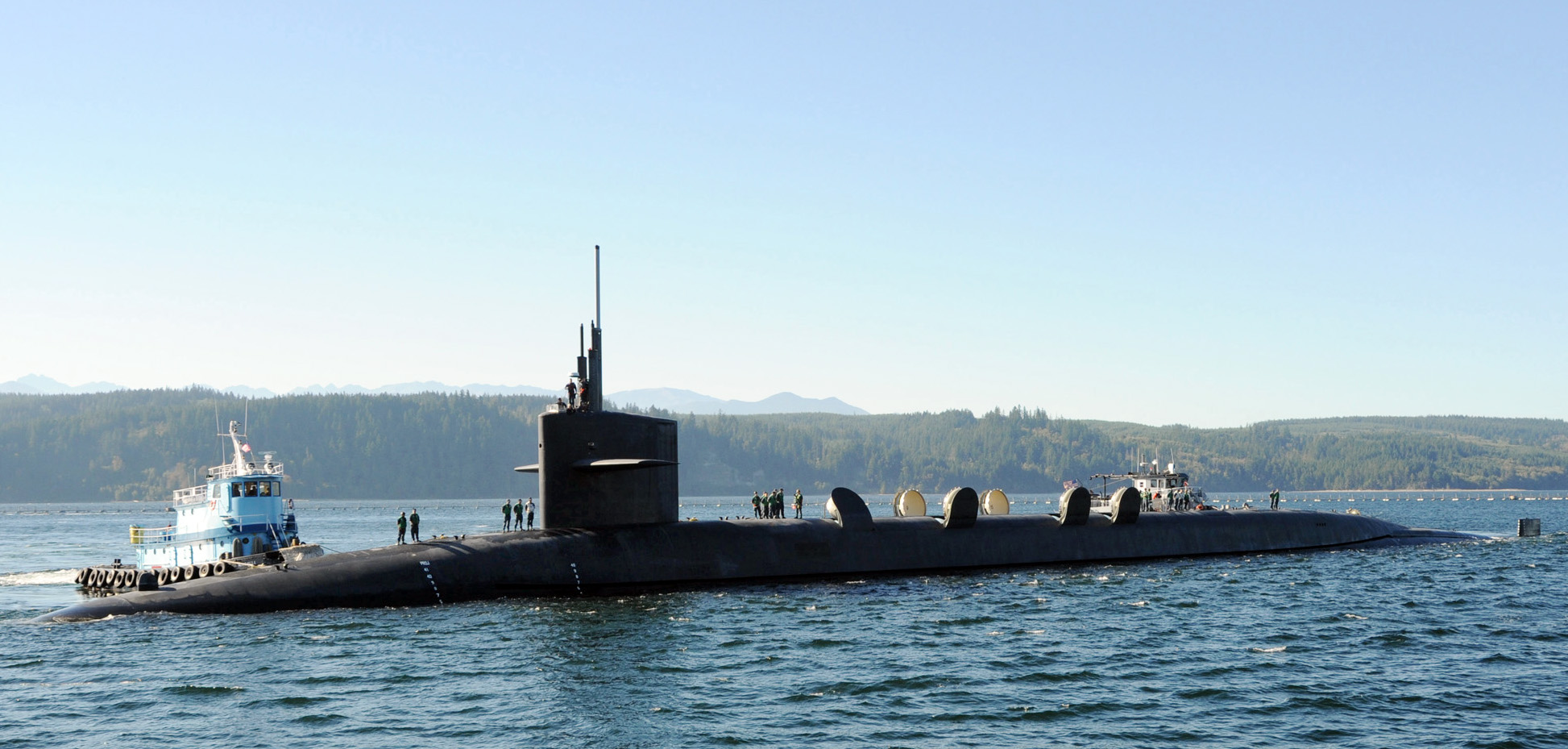
, một tàu ngầm SSBN thuộc lớp Ohio (hay còn gọi là Trident)

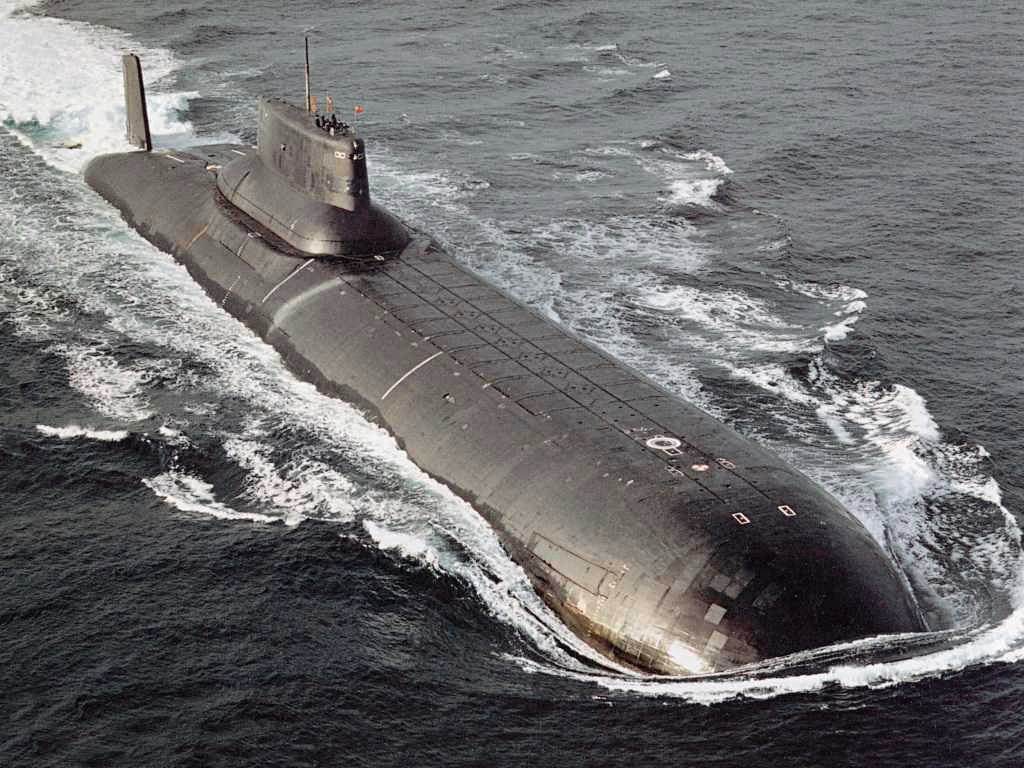
TK-17 Arkhangelsk, một tàu ngầm SSBN thuộc Đề án 941 (hay còn gọi là Typhoon)

## Vũ khí

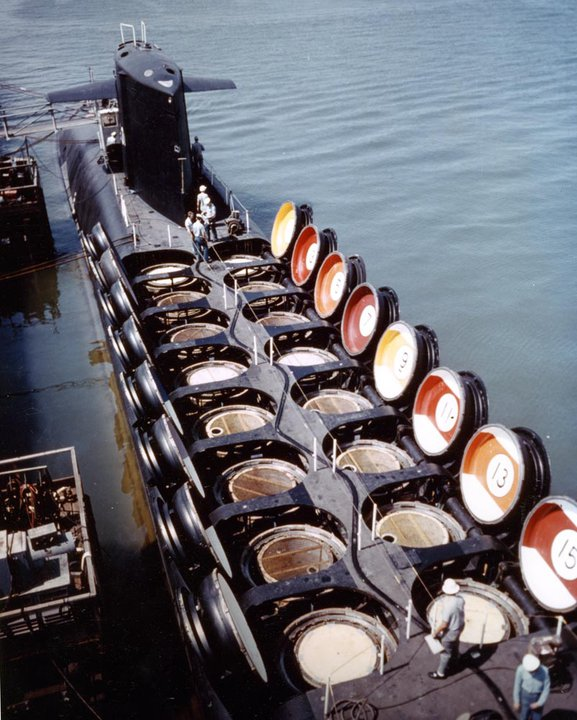
Các cửa sập mở ra của giếng phóng tên lửa UGM-27 Polaris trên tàu ngầm